# ソラン信号場
ソラン信号場（ソランしんごうじょう）またはソラン駅（ソランえき）は、大韓民国江原特別自治道太白市桶洞にある、韓国鉄道公社（KORAIL）嶺東線の信号場である。
単線のソラントンネル内に設けられた列車交換用設備であり、旅客扱いは行わない。

## 歴史
- 2012年6月27日：ソラントンネル開通とともに開設。[1]

## 参照
1. ↑  대한민국관보 국토해양부 고시 제2012-326호, 2012년 6월 22일.